# Poslední císař
Poslední císař (v originále The Last Emperor) je filmové drama, na kterém spolupracovala Čína, Itálie, Spojené království a Francie. Film režíroval Bernardo Bertolucci a hlavními herci filmu jsou John Lone, Joan Chen, Peter O'Toole, Ruocheng Ying, Victor Wong, Dennis Dun, Rjúiči Sakamoto, Maggie Han, Ric Young, Vivian Wu a Čchen Kchaj-ke. Film měl premiéru v USA 18. listopadu 1987. Jako námět tohoto filmového eposu si Bertolucci zvolil životní osudy posledního čínského císaře Pchu I. Za 24 miliony dolarů výrobních nákladů a s devatenácti tisíci komparzisty bez speciálních efektů a technických triků nebo skandálních sexuálních a krvavých scén vytvořil režisér dílo, které slavilo úspěch v mezinárodním měřítku. Film získal celkově devět Oscarů – Nejlepší film, Režie, Kamera, Výprava, Kostýmy, Střih, Hudba, Zvuk a Scénář.

## Děj
Od tří let byl Pchu I vládcem říše. Tento mocný chlapec, před nímž dospělí padají na kolena a jehož rozmary staví do pozoru celé houfy sloužících, nesmí jen jediné: opustit uzavřenou oblast Zakázaného města. O čtyři roky později je monarchie svržena, ale život ve zdech paláce se téměř nemění. Sir Reginald Johnston, učitel z Anglie, však mladého muže vyučuje nejen v klasických školních předmětech. Pchu-i napodobuje západní názory a módu – ustřihne si cop, nosí niklové brýle, vyhodí eunuchy z paláce. Stejně jako předtím je však izolovaný od vnějšího světa a pouze tuší, že ve městě probíhají politické nepokoje. Vzbouřené oddíly jej v roce 1924 vyženou ze Zakázaného města. Pchu-i uprchne do Tchien-ťinu a žije zde životem playboye, než jej Japonci, kteří v roce 1931 obsadí severovýchod Číny, ustanoví císařem loutkového státu Mančukuo. Je ovšem opět vládcem bez skutečné moci. Koncem války upadne do sovětského válečného zajetí a je převezen do komunistické Číny. Deset let je Pchu-i „převychováván“ ve vězení, potom se poprvé v životě stává „svobodným mužem“. Oblečen do nenápadného šedého obleku, jaký mají i ostatní pracující, je zaměstnán jako zahradník. Už pro něj neplatí žádná privilegia – aby si v paláci mohl prohlédnout trůn, na němž kdysi seděl, musí si jako každý jiný turista koupit vstupenku.

## Obsazení
| John Lone            | Pchu I                      |
| Joan Chen            | Wan Rong                    |
| Peter O'Toole        | Reginald Johnston           |
| Ying Ruocheng        | ředitel nápravného zařízení |
| Victor Wong          | Chen Baochen                |
| Dennis Dun           | Velký Li                    |
| Rjúiči Sakamoto      | Amakasu Masahiko            |
| Ric Young            | vyšetřovatel                |
| Vivian Wu            | Wen Xiu                     |
| Cary-Hiroyuki Tagawa | Chang                       |
| Jade Go              | Ar Mo                       |

## Natáčení
Poslední císař je velkou historickou freskou. „Od středověku až do naší moderní doby,“ popsal Bertolucci časové rozpětí, neboť Zakázané město bylo ještě v roce 1908 úplně stejné jako v roce 1644. Pro každou epochu zvolil režisér jiný styl, např. pro období okupace "jakési japonské art deco.
Kamera přebírá perspektivu vypravěče. Opakovaně shazuje líbivé vizuální prvky, často jim dodává nádech "frivolního a demaskovaného", jak demonstruje Dietrich Kuhlbrodt na jednom příkladu: „V Mandžusku stoupá kamera spolu s císařem po stupních pyramidy vzhůru k trůnu. Nalevo a napravo od zlatožlutého hedvábného koberce stojí uklánějící se Japonci, kteří prostřednictvím této loutky hodlají vydrancovat průmysl své nové kolonie. Poté se kamera dostane na horní plošinu. Velkolepě se otevře pohled do majestátní krajiny – a na neméně působivou továrnu v pozadí.“
Bertolucci, který směl jako první filmový tvůrce natáčet v Zakázaném městě, musel sice předložit svůj scénář, jinak si však oficiální místa nekladla žádné omezující podmínky. Obraz dějin ani popis komunistické Číny nejsou prosty politické naivity a revoluční romantiky, což bylo typické pro evropské, levicově zaměřené intelektuály té doby. Svůj ambivalentní postoj k maoistické Číně – „na jedné straně obrovská estetická fascinace kulturní revolucí, která mi připadala jako post-brechtovské pouliční divadlo, jako 'divadlo post living', a na druhé straně mé podezření, že všichni ti mladí lidé jsou v religiózním smyslu fanatičtí“ – Bertolucci ve svém filmu pouze naznačil, ke kritice režimu nedošlo.

## Zahraniční ohlas
S výjimkou Japonska, kde měly být scény z období okupace nejprve vystřiženy, nevyvolal Poslední císař žádné politické diskuse. Jako okázalý výpravný film, jenž hýří vynikajícími obrazy a díky postavě moudrého Angličana Johnstona získává i lehce kolonialistický nádech, měl na Západě úspěch, který nikdo nezpochybňoval. Devět Oscarů signalizovalo, že filmový průmysl přijal Bertolucciho dílo za své. Verze, zpracovaná pro televizi do několika dílů, všude dosáhla vysoké sledovanosti a film mohl být bez problémů promítán i v Čínské lidové republice. Teprve po letech ukázaly filmy čínských režisérů Čchena Kchaj-ke, který hraje ve filmu malou roli, a Čanga I-mou také návštěvníkům kin na Západě nepřikrášlený, podstatně realističtější obraz kulturní revoluce.

## Ocenění
- 1987 Oscar za nejlepší film
- 1987 Oscar za nejlepší režii (Bernardo Bertolucci)
- 1987 Oscar za nejlepší kameru (Vittorio Storaro)
- 1987 Oscar za nejlepší výpravu a dekoraci (Ferdinando Scarfiotti, Bruno Cesari a Osvaldo Desideri)
- 1987 Oscar za nejlepší kostýmy (James Acheson)
- 1987 Oscar za nejlepší střih (Gabriella Cristiani)
- 1987 Oscar za nejlepší hudbu (David Byrne, Cong Su a Rjúiči Sakamoto)
- 1987 Oscar za nejlepší zvuk (Bill Rowe a Ivan Sharrock)
- 1987 Oscar za nejlepší scénář – A (Mark Peploe a Bernardo Bertolucci)

### Související článek
- Druhá čínsko-japonská válka
- Kulturní revoluce
- Pchu I